# Френсис, Арлин
Арлин Френсис Казанчян (англ. Arline Francis Kazanjian, 20 октября 1907, Бостон — 31 мая 2001, Сан-Франциско) — американская актриса и телеведущая. Была удостоена звания «Женщина года» (1973).

## Ранние годы
Арлин Френсис родилась в семье Арама Казанчян и Лии Казанчян. Отец Арлин изучал искусство в Париже, когда узнал, что оба его родителя были найдены мертвыми, став жертвами массовой резни армян, совершенной Османской империей в Анатолии. В 1900 году эмигрировал в Соединённые Штаты, где работал фотографом-портретистом и в начале XX века открыл собственную студию в Бостоне. Полотна Арама Казанчяна продавались на аукционе в Нью-Йорк. В 1915 году семья переехала в Нью-Йорк где поселились в квартире на Вашингтон-Хайтс.

## Карьера
После учёбы в Finch College Арлин начала карьеру в качестве конферансье. Она приняла участие в 25-ти бродвейских пьесах, начиная с «Чужестранки» (1928) и заканчивая Don’t Call Back (1975). Кроме того, Арлин выступала во многих местных театрах и играла во внебродвейских постановках. В Нью-Йорке Френсис стала известна как радиоведущая, ответственная за успех нескольких программ, включая просуществовавшее с 1960 по 1984 чат-шоу на WOR-AM. В 1938 году она стала ведущей игрового шоу What’s My Name?. В 1943 она начала вести игровое радиошоу «Свидание вслепую», а затем и его телеверсию — с 1949 по 1952. С 1950—1960 Арлин стала постоянной ведущей Monitor на NBC Radio.
Арлин Френсис стала одной из первых женщин на телевидении, кто взял на себя обязанность вести программы не музыкального и не драматического характера. С 1954 по 1957 год она вела ориентированную на женскую аудиторию программу Home и стала её главным редактором. Журнал Newsweek поместил изображение Френсис на обложку, назвав её «первой леди телевидения». Также Арлин в середине 1950-х вела Talent Patrol.
Арлин Френсис снялась в нескольких фильмах, дебютировав в роли проститутки в криминальной картине Роберта Флори «Убийство на улице Морг» (1932). В 1948 Арлин появилась в картине с участием Эдварда Г. Робинсона «Все мои сыновья». В 1960-х Френсис сыграла Филлис Макнамара, жену Джеймса Кэгни, в комедии Билли Уайлдера «Один, два, три». Также на счету актрисы съемка в «Доведенный до ручки» (1963) режиссёра Нормана Джуисона и в телевизионной версии пьесы «Лора», которую она играла на сцене несколько раз. Последними картинами с участием Арлин стали телевизионная комедия «Харви» 1972 года и франко-германская драма Билли Уайлдера «Федора» (1978) с Уильямом Холденом.
Арлин Френсис скончалась 31 мая 2001, в Сан-Франциско, в возрасте 93-х лет, до последнего сражаясь с раком и болезнью Альцгеймера.

## Семья
Арлин Френсис была замужем два раза. В 1935 Френсис вышла замуж за Нила Агню который работал в Paramount Pictures в отделе продаж. В 1945 году Арлин подала на развод. Вторым мужем Арлин был актёр и продюсер Мартин Габел, с 1946-го и до самой своей смерти от сердечного приступа 22 мая 1986 года. 28 января 1947 у супругов родился сын Питер Габел, будущий помощник редактора журнала Tikkun.